# Теория массмедиа Энценсбергера
Теория массмедиа Энценсбергера — концепция немецкого общественного деятеля левого толка Ханса Магнуса Энценсбергера. Он выразил ее в своем эссе «Элементы теории медиа», опубликованного в 1970 году в журнале «New Left Review». Суть теории заключается в том, что массмедиа могут стать новой производительной силой. Энценсбергер предлагает иную систему их организации, в корне отличающуюся от той, которая функционирует в капиталистическом обществе.

## Необходимость поиска новых путей

### Безоружность левых
Энценсбергер исходит из того, что марксистской теории медиа на данный момент не существует, поэтому не существует стратегии, которой могут оперировать социалисты. Их позиция характеризуется двойственностью, неуверенностью и страхом. Из-за этого они оказываются бессильными перед новой реальностью, демонизируя своего противника, то есть капиталистов, в руках которых оказались новые средства производства. Однако восприятие медиа как сверхугрозы и вытеснение их из поля деятельности означает абсолютно проигрышную позицию и самоизоляцию левых сил.

### Теория манипуляции
В ответ современным реалиям левые выставили теорию манипуляции, подразумевающую то, что медиа — привилегия буржуазной культуры, через которые они диктуют свои правила. Такая позиция дискредитирует их самих, не дает толчка к действию, маскируя таким образом отсутствие их собственных перспектив. Но дело в том, что всякое использование медиа предполагает некую манипуляцию, и поэтому вопрос должен заключаться в том, кто манипулирует. Согласно идеям революции манипулятором должен стать каждый, нужно лишь верно оценить революционный потенциал медиа.
Неправильное восприятие марксистами сути этого явления привело к тому, что их отсутствие в этом пространстве заполнилось немарксистскими деятелями, которые зачастую не имеют никакого отношения к политике. Это произошло из-за того, что для буржуазии жизненно необходимо удержать эти средства производства, однако передать обществу ей нечего, так как она идеологически бесплодна. Энценсбергер считает, что сознание человека — продукт общества, а цель управления общественным сознанием ученый видит в «продаже» существующего порядка, при котором элита доминирует над всем остальным обществом.

## Особенности подлинных массмедиа

### Мобилизующая сила
Одна из главных особенностей медиа, представляющая практическую значимость для левых, заключается в ее мобилизующей силе. Это отражается в подрывном характере новых медиа, доказательством чему являются события второй половины XX века, такие как освободительная борьба стран третьего мира и студенческие движения на Западе.

### Эгалитарная суть
Впервые в истории медиа делают возможным массовое участие в общественном производственном процессе, чему способствует тот факт, что средства производства уже, по своему определению, находятся в руках масс. Информация, производимая и сохраняемая медиа, становится достоянием общественности, а не только специфических групп.
Однако в реальности капитализм контролирует медиа, используя их как способ заработка. Положение вещей, при котором СМИ являются инструментом правящего класса (и капитализма как такового), противно духу и природе медиа, выражающихся в равноправном обмене информацией.

### Отражение истинных потребностей
Так как индустрия сознания, являющаяся основной промышленной силой XX века, ведет к тому, сегодняшний капитализм существует за счет эксплуатации ложных потребностей , необычайный размах приобретают различные техники пробуждения спроса. Обычные предметы становятся культовыми, потребление превращено в зрелище. В это же время истинные потребности остаются за пределами сфер интереса. Социалистические силы должны делать упор на то, чтобы показать, что истинные потребности могут быть осуществлены посредством культурной революции вкупе со свободной деятельностью медиа.

### Неклассовый характер способов производства
Энценсбергер утверждает, что особенность письменной речи состоит в том, что каждый проходит стадию дрессировки, то есть чистописания, во время овладения ею. Это означает ее формализацию, подгон под определенные стандарты. Традиции письма требуют сглаживания любых противоречий, скрытия их за четкостью речи и ее гармонизации. Маскировка неразрешенных проблем — важная характеристика письменной и печатной литературы.
В то же время новые, электронные медиа предоставляют большой спектр возможностей иного способа донесения мыслей. Это имеет место благодаря появившимся техническим средствам, таким как микрофон и камера. Они лишают способы производства классового характера. Устные способы коммуникации не предполагают таких жестких правил и рамок. Через экран видна фальшь, и таким образом аудитория может осуществлять контроль.

## Возможности для социалистического производства
Согласно Энценсбергеру, медиа становятся частью политико-экономической модели, что органично вписывается в марксистскую модель. Они являются частью материального базиса, а не только надстройкой. И именно коллективное производство требуется для того, чтобы освободить новые производительные силы.
Левые силы должны в полной мере осознать ту колоссальную мощь, которая сдерживается в массах, и ту важность, которую приобретут медиа в момент ее высвобождения. Они предоставят огромные просторы для действий; необходимо только задать освободительные импульсы. Поиск новых стратегий и подходов представляется жизненно важной задачей. Энценсбергер неоднократно подчеркивает особое значение новой организационной модели. В этом случае массы будут манипулировать медиа в целях коммуникации и революции, что даст социалистам возможность общаться в глобальном масштабе.

## Критика
Главным оппонентом социалистической теории медиа выступил Жан Бодрийяр. В своей работе «Реквием по массмедиа» он высказывает совершенно противоположную точку зрения. Суть претензий заключается в том, что, по мнению Бодрийяра, медиа предстают в качестве антипроводника, что они нетранзитивны, что они антикоммуникационны. В ответ на заявления Энценсбергера о том, что одно из главных преимуществ медиа является наличие обратной связи, Бодрийяр утверждает, что они запрещают ответ, делают невозможным этот процесс (разве только в формах симуляции ответа).